# Prawila polsowanija wagonami w meschdunarodnom soobschtschenii
Das Prawila polsowanija wagonami w meschdunarodnom soobschtenii (russisch Правила пользования вагонами в международном сообщении, abgekürzt russisch ППВ PPW, „Vorschriften für die Nutzung der Wagen im internationalen Verkehr“) ist ein internationales Abkommen im Eisenbahnverkehr. Es regelt die gegenseitige Nutzung von Personen- und Güterwagen beim Übertritt der Fahrzeuge in den Bereich einer anderen Bahnverwaltung.

## Geschichte
Das Abkommen wurde nach dem Zweiten Weltkrieg von den Bahnen des RGW-Bereichs konzipiert und trat zum 1. November 1951 in Kraft. Nach Gründung der OSShD 1956 wurde es durch diese betreut. Ursprünglich beteiligt waren die Bahnen nachfolgender Staaten:
- Volksrepublik Bulgarien
- Volksrepublik China
- Deutsche Demokratische Republik
- Mongolische Volksrepublik
- Demokratische Volksrepublik Korea
- Volksrepublik Polen
- Volksrepublik Rumänien
- Sowjetunion
- Tschechoslowakische Sozialistische Republik
- Volksrepublik Ungarn